# Europs impressicollis
Europs impressicollis es una especie de coleóptero de la familia Monotomidae, que fue descrita científicamente por Thomas Vernon Wollaston en 1854.

## Subespecies
- Europs impressicollis hierroensis Palm, 1975 - endémica del Hierro
- Europs impressicollis impressicollis Wollaston, 1854
- Europs impressicollis palmensis Palm, 1975 - endémica de la Palma

## Características físicas
Posee un céfalon grande y ancho, esto último especialmente en los machos, aunque es más amplio detrás de los ojos y desde allí se estrecha repentinamente formando un cuello que lo une al protórax. Delante de los ojos se eleva una especie de canto de la que brotan las antenas. Estas crestas, en conjunto con un clípeo ligeramente convexo, causan dos depresiones oblicuas o surcos, para reaparecer en la frente. Los laterales sobresalen más allá de los márgenes del céfalon formando una prominencia redondeada cóncava que, cuando se ve desde arriba, se dificulta separar de los bordes de la propia superficie superior. Esta disposición que hace que la expansión lateral en frente de los ojos parezca más grande e irregular que realmente es.
El protórax es largo y paralelo, solo sensiblemente más estrecho que los élitros y con una depresión longitudinal alargada, amplia y profunda, que, sin embargo, apenas se extiende en la dirección anterior o hacia los márgenes posteriores.
Posee un élitro testáceo pálido con estrías profundas punteadas. Es corto y, por detrás, transversalmente truncado, exponiendo el pigidio que, junto con el ápice de la primera, presenta amplios márgenes laterales. Generalmente es de color negro, especialmente en los especímenes maduros, pero en otros es más bien amarronado. Las antenas son ferruginosas y las patas testáceas. El vientre es de color ferruginoso oscuro, con el lado inferior de la cabeza y los tres segmentos traseros del abdomen más pálidos.

## Distribución geográfica
Es una especie endémica de las islas Canarias, aunque a la subespecie Europs impressicollis impressicollis también se la ha encontrado en las islas Madeira.